# Armenia na Letnich Igrzyskach Olimpijskich Młodzieży 2010
Armenię na Letnich Igrzyskach Olimpijskich Młodzieży w Singapurze w 2010 reprezentowało 14 sportowców w 11 dyscyplinach.

## Skład kadry

### Boks
- Hrajr Mateuosjan

### Gimnastyka

#### Gimnastyka artystyczna
- Wahan Wardanjan

### Judo
- Dawit Ghazarjan - kategoria 66 kg  brązowy medal

### Kajakarstwo
- Edgar Babajan

### Lekkoatletyka
- Diana Choubeserjan

### Łucznictwo
- Wasil Szahnazarjan

### Pływanie
- Sergej Pewneew
  - 50 m s. dowolnym - 32. miejsce w kwalifikacjach (25.83)
  - 100 m st. dowolnym - 45. miejsce w kwalifikacjach (56.97)
- Anahit Barseghjan
  - 50 m st. grzbietowym - 17. miejsce w kwalifikacjach (32.79)

### Podnoszenie ciężarów
- Smbat Margarjan - kategoria 56 kg  brązowy medal
- Gorr Minasjan - kategoria 85 kg  srebrny medal

### Skoki do wody
- Geuorg Papojan - 13. miejsce w kwalifikacjach (385.25 pkt)

### Strzelectwo
- Romik Wardoumjan

### Zapasy
- Artak Howhannisjan - kategoria 46 kg  brązowy medal
- Waros Petrosjan